# Steelhandgranaat

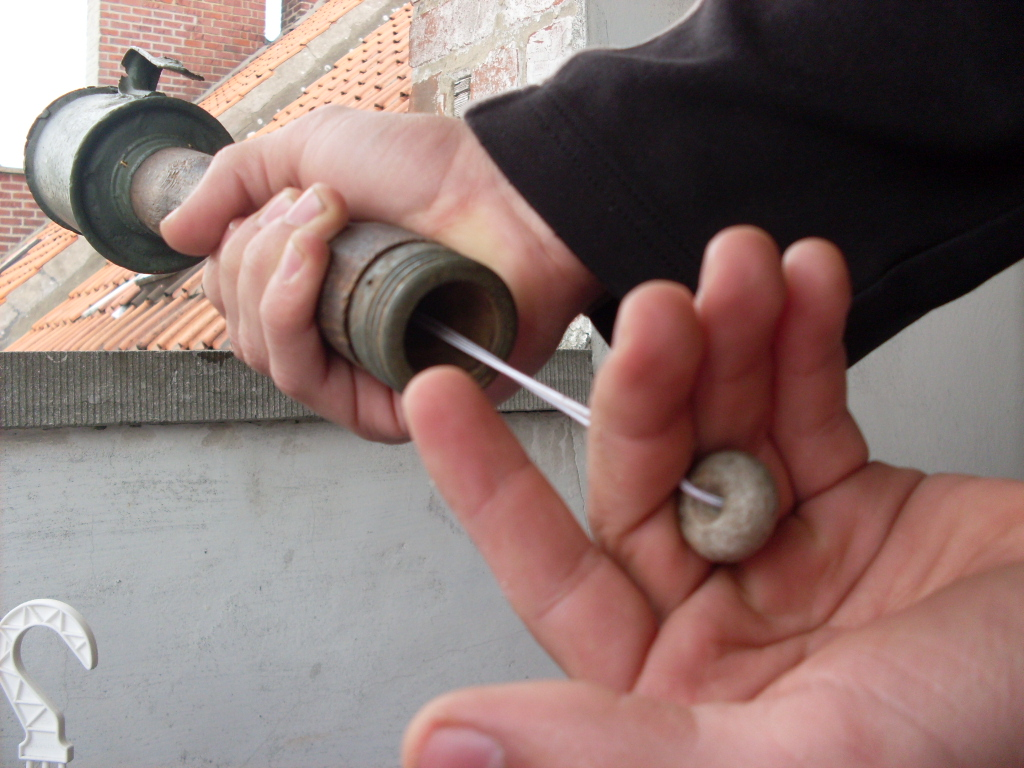
De foto toont het model 1917.Het touwtje-principe kwam voor in de modellen 15 (zonder dop en balletje), 16, 17, 24 en 39. Hiermee werd de granaat geactiveerd. Het model 43 was voorzien van een touwtje in de kop.

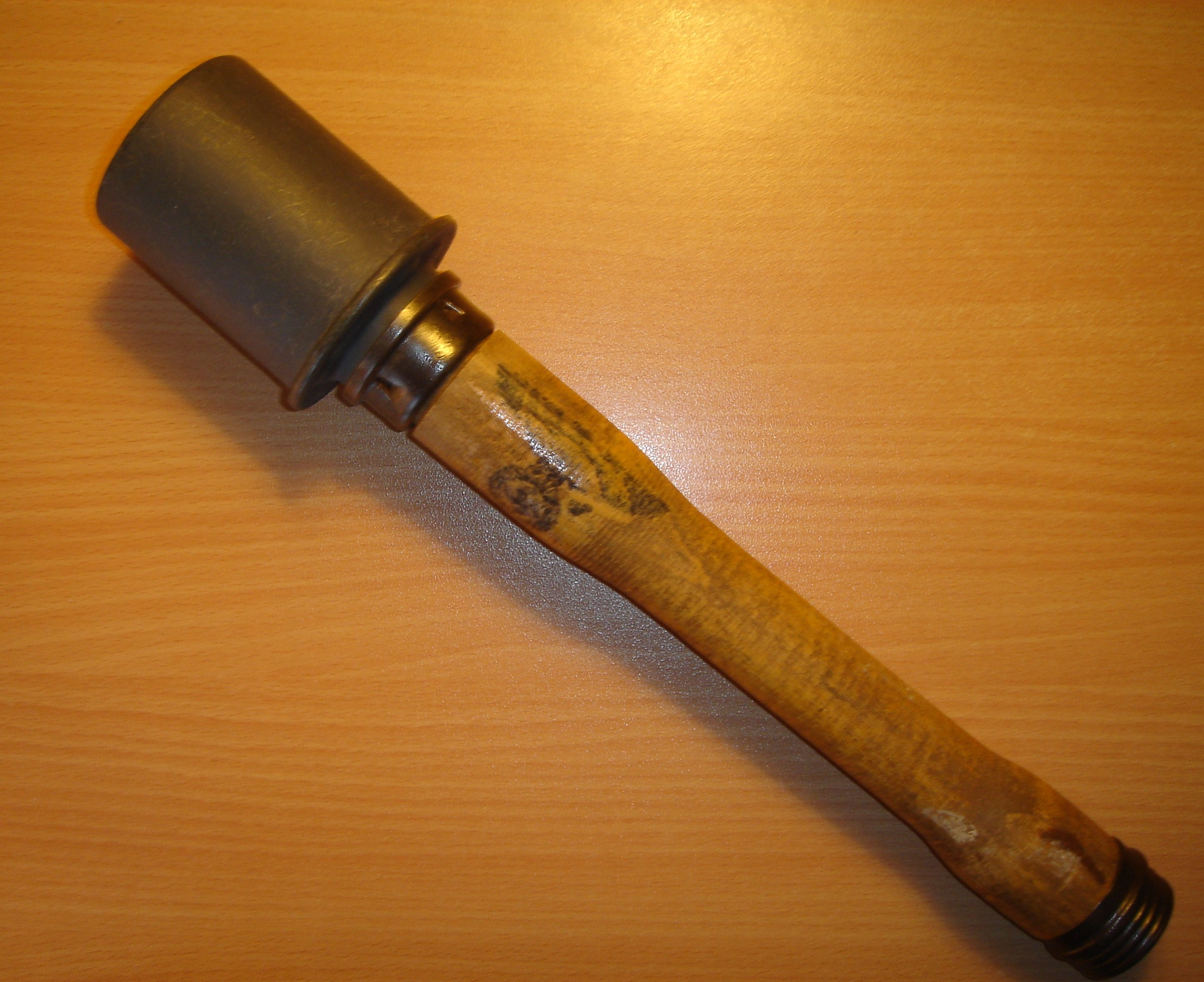
Steelhandgranaat.

De steelhandgranaat is een handgranaat uitgevonden en gebruikt door de Duitsers in de Eerste Wereldoorlog vanaf 1915. Een gemodificeerde versie, die officieel Stielhandgranate 24 heette, maakte in het Duitse leger van 1924 tot aan het einde van de Tweede Wereldoorlog deel uit van de bewapening.